# Хібачі
Хібачі (яп. 火鉢, букв. «вогняна чаша») — традиційний японський нагрівальний пристрій. Він складається з круглої, циліндричної або у формі коробки з відкритим верхом з колесами, виготовленої з або вистеленої стійким до високої температури матеріалом. Призначений для зберігання тепла спалюваного вугілля.

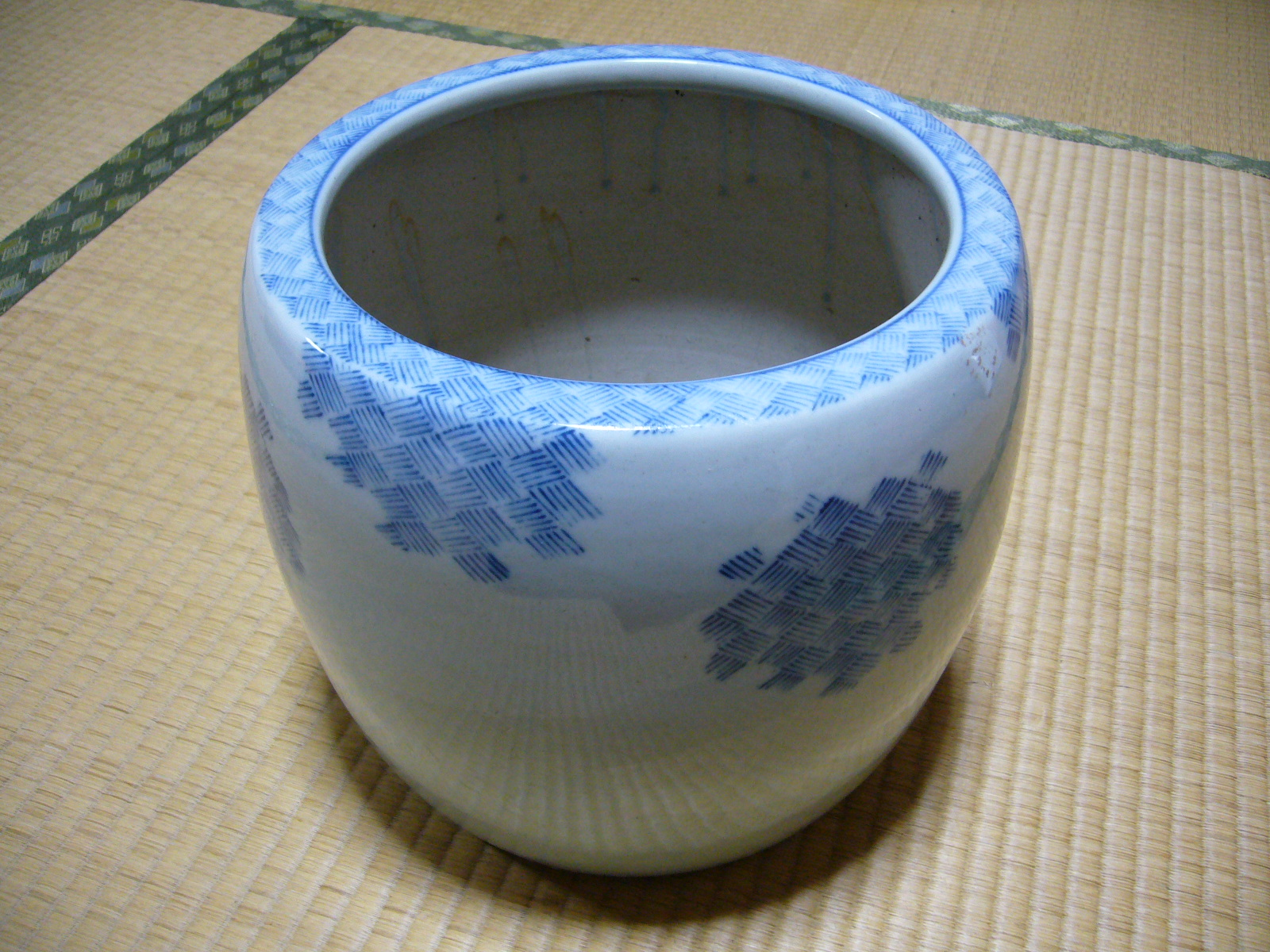
Порцеляновий хібачі

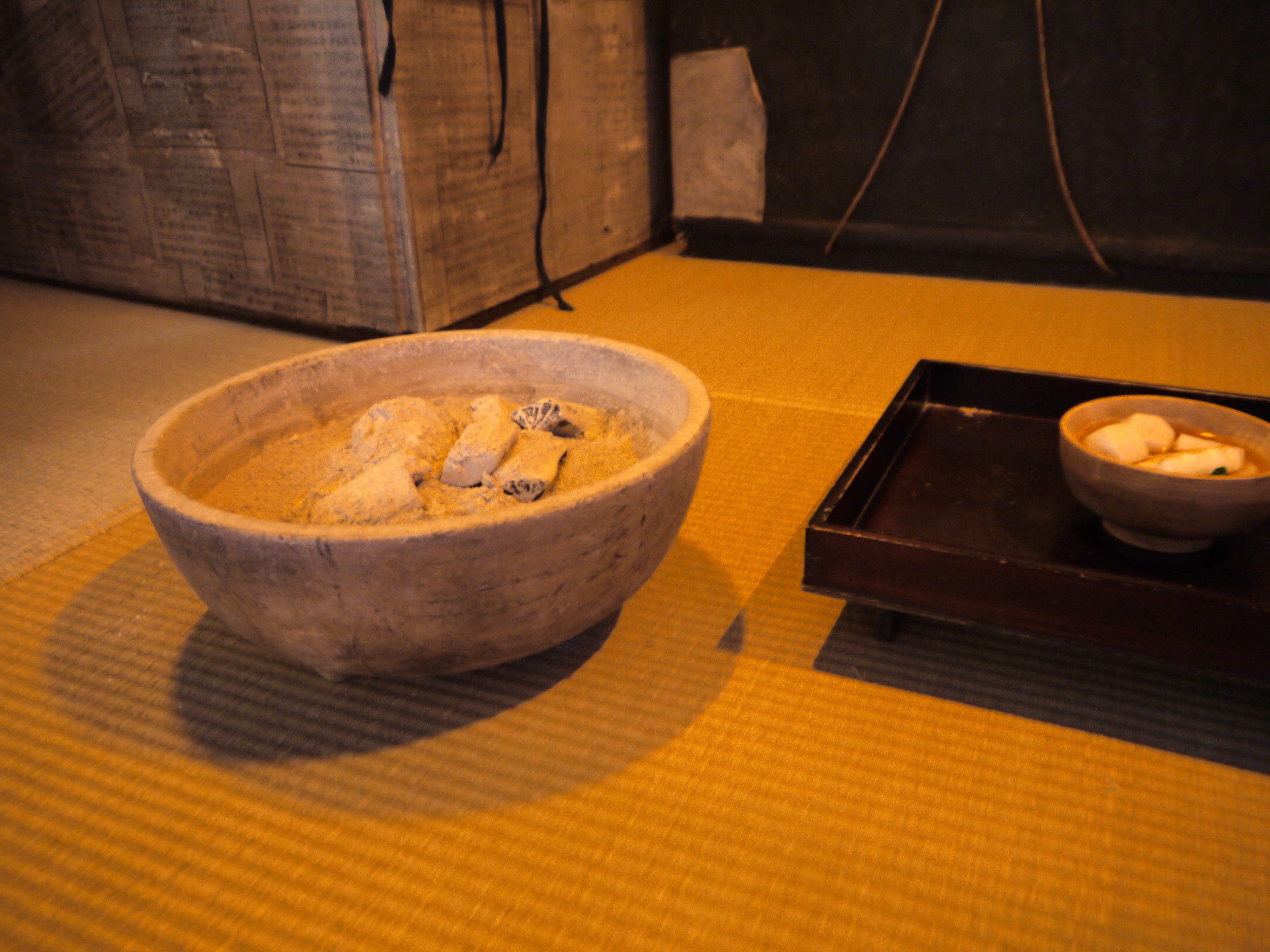
Примітивний хібачі до того періоду Едо (Фукугава Музей Едо)

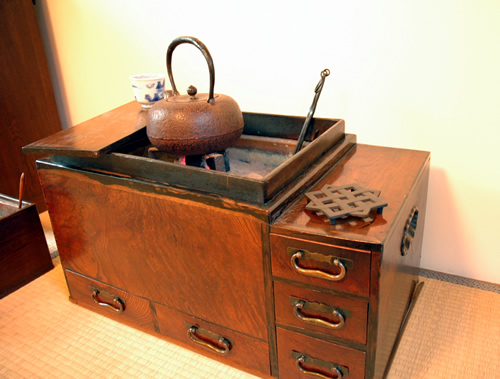
Традиційний вугілльний хібачі, зроблений близько 1880 ~ 1900.

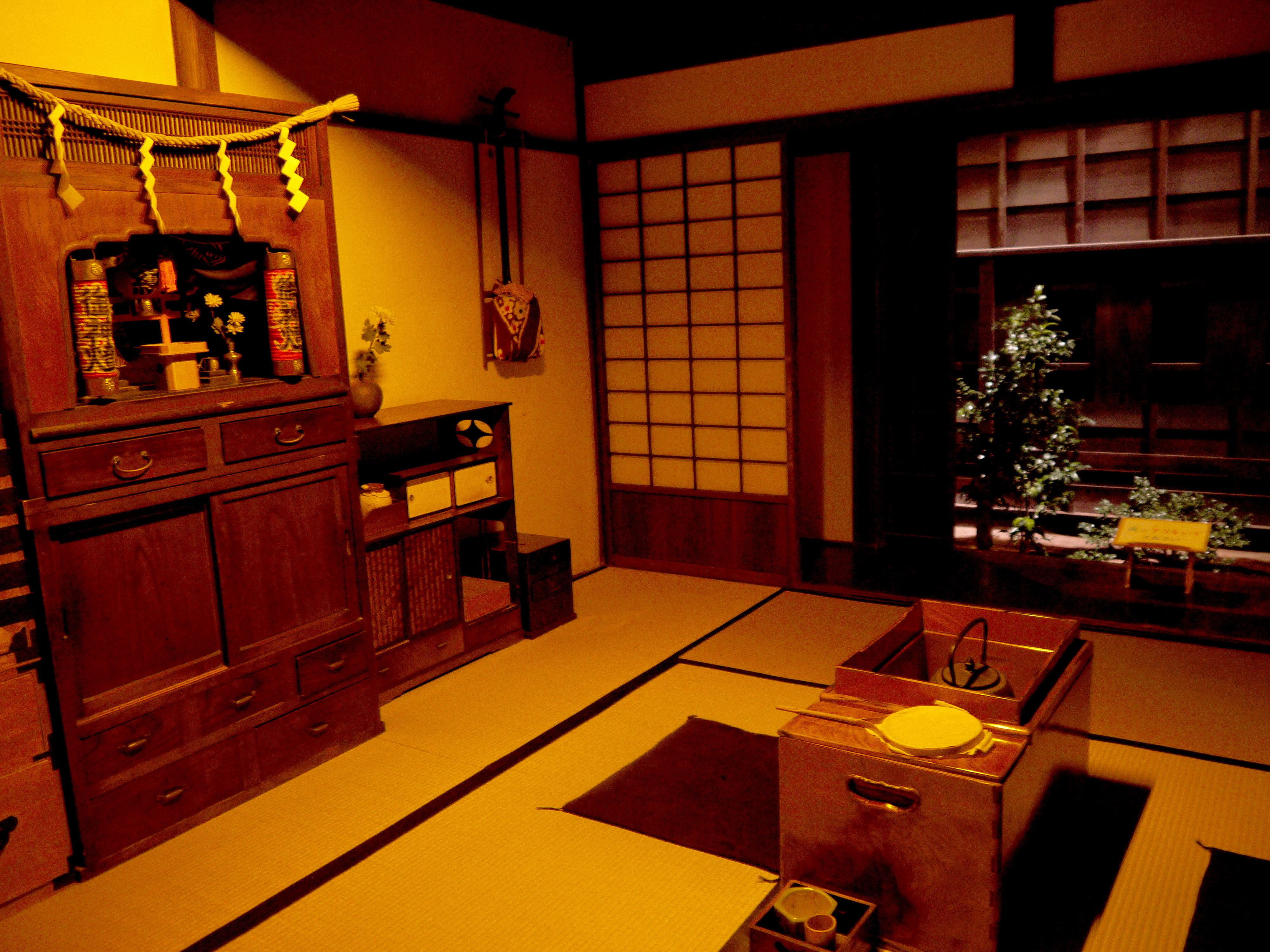
Будинок періоду Едо (Музей Едо у Фукугаві)

У Північній Америці, термін «хібачі» вживається щодо невеликої кухонної плити, яка нагрівається дерев'яним вугіллям (насправді вона називається сітірін), або на гарячій плиті з заліза (тепан), який використовується у ресторанах тепан-які.

## Історія
Точно не відомо, коли хібачі вперше почали використовувати в Японії. Проте, письмові звіти свідчать про те, що вона була у використанні в Період Хейан (794—1185 AD). Через низьку доступність металу в Японії, ранні хібачі були зроблені з стовбура кипарисового дерева, обмазаного глиною. Проте, найближчим часом майстри стали робити більш декоративні варіанти з емального оздоблення, сухозлітного золота, й інших художніх прикрас. Більш міцні матеріали, такі як метал і кераміка стала популярними впродовж довгого часу. Традиційні хібчі можуть бути дуже привабливими об'єктами самі по собі і сьогодні іноді продаються як антикваріат. Вони були спочатку використовувалися в основному класами самураїв і аристократів, але поступово поширилися серед усього населення в цілому. Їх остаточний дизайн розроблений протягом періоду Едо.
Протягом більшої частини своєї історії хібачі використовувався для опалення, але він мав безліч застосувань; наприклад, як запальничка й портативна піч для японських військ під час Другої світової війни.
Хібачі колись був звичайним явищем в Японії до Другої світової війни, і часто бачили в залах очікування на вокзалах, але це стало рідкістю і поступово замінено олійними радіаторами в даний час звичним явищем в Японії (теплова мережа відносна рідкість у японських будинках). Хібачі продовжують використовуватися в обстановці, пов'язаній з деякими традиційними заходами, таких як чайна церемонія, старі магазини, а також на відкритому повітрі в зимовий період фестивалів, таких як Сецубун.

## Використовування
Як і в інших жаровнях, вугілля часто лежить на шарі попелу. Для того, щоб впоратись з вугіллям, найчастіше використовуються пара металевих паличок для їжі, подібно західним коцюбам та шипцям, які японською називаються hibashi (яп. 火箸, вогняні палички для їжі).

### На Заході

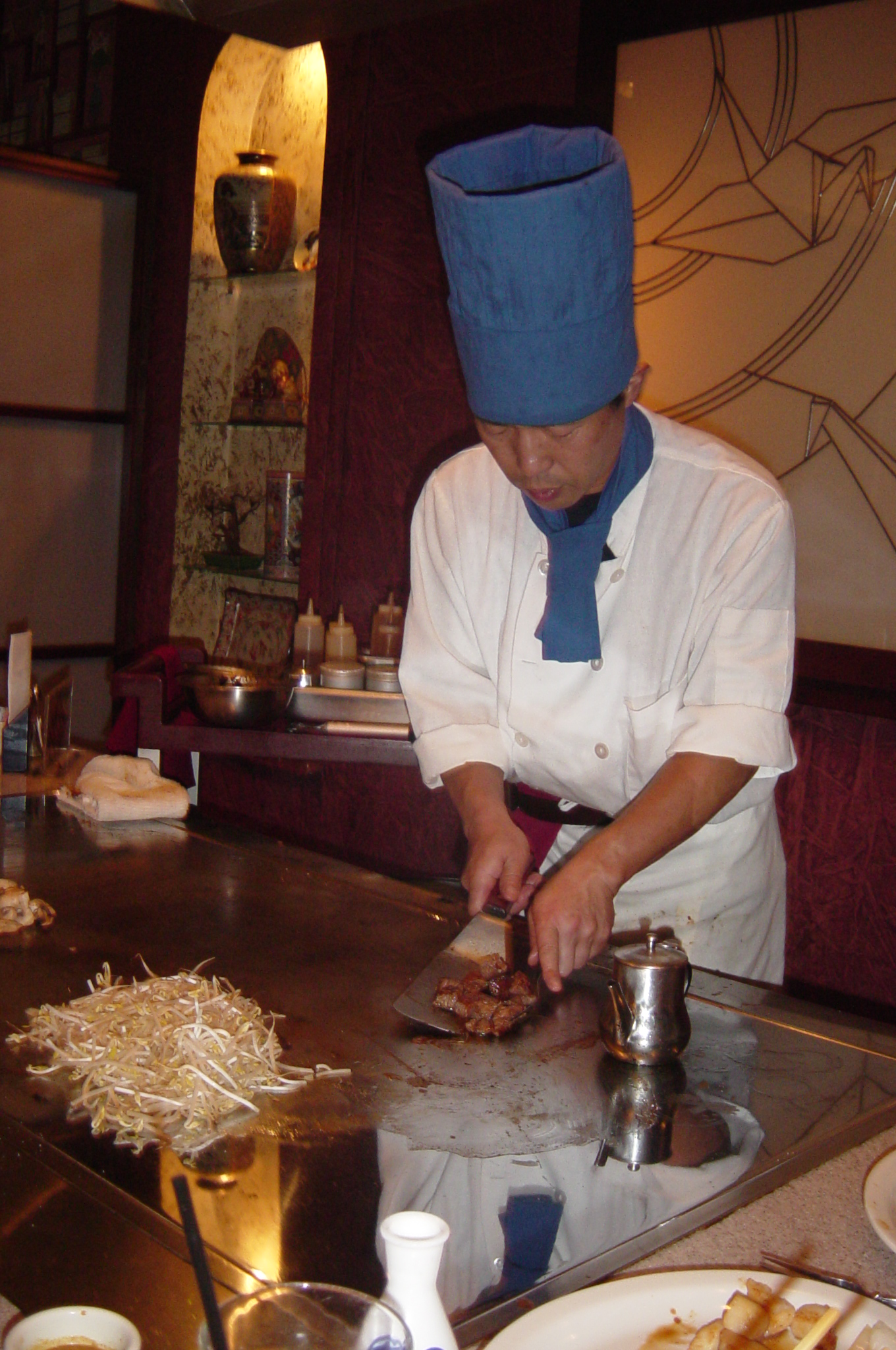
Тепан-які шеф-кухаря на сучасній плиті в японській закусочній

Традиційний японський хібачі є нагрівальним пристроєм й зазвичай не використовується для приготування їжі. Проте, в англійській мові hibachi часто вживається щодо малих грилів, як правило, з алюмінію або чавуну, причому останній, як правило можливо більш високої якості. Завдяки своїм малим розмірам, хібачі-гриль популярні як форма портативного барбекю. Вони нагадують традиційний японський кухонний прилад під назвою сітірін, що нагрівається дерев'яним вугіллям. Було висловлено припущення, що ці грилі були представлені на західному ринку як «хібачі», коли вони були ввезені в Північну Америку, тому що це слово було простіше, ніж сітірін
Як альтернатива, «стиль хібачі» часто використовується в Сполучених Штатах як термін для японської тепан-які для приготування їжі, в якому газ нагрітої конфорки вбудованої в столи, навколо яких багато людей (часто з кількох сторін) можуть сидіти їсти одиночасно. Шеф-кухар виконує приготування їжі перед обідаючими, як правило, з театральним чуттям, таким як освітлення вулкана в формі купки сирої цибулі.

#### На Сахаліні і Курильських островах
На території сучасної Росії традиційні для цих місць хібачі були популярні серед японських мешканців Сахаліну (японська назва Карафуто) та Курил, а також серед корейців на Далекому Сході. Російські поселенці, втім, вважали подібний спосіб опалення примітивним: переносні печі японського зразка давали відносно мало тепла за мірками росіян, внаслідок чого температура оточуючих їх приміщень була досить низькою і росіяни, в тому числі за описами російських полонених часів російсько-японської війни, серйозно страждали від холоду. Слід зазначити, що японці для здорового сну воліють спати в прохолодних приміщеннях і рідко опалюють спальні, в тому числі через міркування економії. Крім того, невеликий розмір хібачі дозволяє готувати їжу малими порціями, цілком достатніми для японців, але не для росіян за їхніми мірками.
Зараз хібачі, як і корінних жителів Курильських островів і Сахаліну, практично не залишилося.